# 石灰化嚢胞性歯原性腫瘍

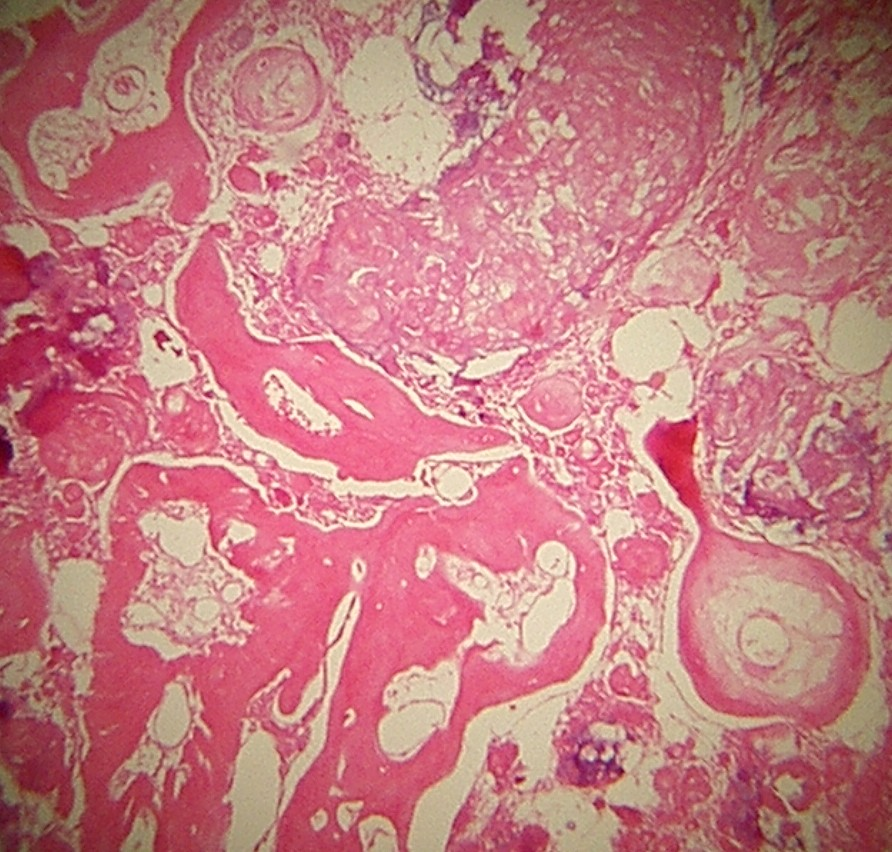
組織像

石灰化嚢胞性歯原性腫瘍（せっかいかのうほうせいしげんせいしゅよう、Calcifying cystic odontogenic tumour (CCOT) ）とは、前歯部から大臼歯部の顎骨内に発生する腫瘍である。
WHO分類（1992年）では、石灰化歯原性嚢胞として歯原性の腫瘍であるにもかかわらず、非腫瘍性の「嚢胞」という名前で分類されていたが2005年のWHOの分類で名称が変更された。
嚢胞様形態をとらず浸潤性増殖を示す。また、歯牙腫など他の歯原性腫瘍とよく合併する。前歯部に好発し、多くは骨内に生じる。20-30代に多い。
エックス線では、境界明瞭な嚢胞様透過像を呈し、様々な程度の石灰化像が認められる。
組織学的には、多くは線維性の壁と歯原性上皮を有する嚢胞構造を呈し上皮の形状は様々でエナメル上皮腫に類似した像を示す。
上皮内には、好酸性で無核のゴースト細胞が観察される。内部への石灰化も認められる。